# Stop (canción de Pink Floyd)
«Stop» es una canción escrita por Roger Waters, grabada y publicado por la banda de rock progresivo Pink Floyd, lanzado el 30 de noviembre de 1979, como parte del álbum "The Wall" y en la película "Pink Floyd: The Wall". La canción fue grabada tan solo 30 segundos, siendo la canción más corta de la banda.

## Trama
Pink (el protagonista del álbum) se cansa de su vida de dictador fascista y termina su alucinación. También está cansado del muro ('The Wall'), en consecuencia se somete a su propio juicio ("The Trial", del inglés, "El Juicio", nombre de la canción que la sigue en el álbum). La canción también es acerca de que Pink se da cuenta de que todo lo que lo había llevado al muro ('The Wall') podría haber sido culpa suya, por lo tanto, la frase "Have I been guilty all this time" (del inglés, "Fui culpable todo este tiempo?"). 
Con solo 30 segundos de duración, «Stop» es la canción más corta de Pink Floyd.

## Versión fílmica
Pink frena todo de repente, encontrándose sentado en el fondo de un baño. Parece estar leyendo las pocas líneas de un papel que sostiene en su mano. La frase "Do you remember me / How we used to be / Do you think we should be closer?", viene de "Your Possible Pasts". Otras frases vienen de "5:11AM (The Moment of Clarity)". Mientras Pink termina de leer las últimas líneas de la canción, el guardia de seguridad que aparece en la canción "Young Lust" suavemente empuja la puerta del cuarto de baño, lo cual guía hacia la introducción de "The Trial".

## Personal
- Roger Waters - voces[2]
- Bob Ezrin - piano[1]